# Bülent Akın
Bülent Akın (* 28. August 1978 in Brüssel) ist ein ehemaliger belgisch-türkischer Fußballspieler, -trainer und -funktionär.

## Spielerkarriere

### Vereine
Akın kam als Sohn türkischstämmiger Eltern in Brüssel auf die Welt. Hier begann er mit dem Vereinsfußball in der Jugend von RSC Anderlecht. Nachdem er in das Alter gekommen war, um die Profimannschaft des Vereins aufzusteigen, wurde vom damaligen Trainerstab nicht berücksichtigt. Akın selbst erklärte später, dass man ihn nicht Mal in die Chance gegeben habe, sich zu behaupten. Er wurde verdächtigt, aus der Umkleidekabine Geld entwendet zu haben, und wurde deswegen ohne die Möglichkeit einer Stellungnahme drei Monate aus dem Mannschaftskader suspendiert. Nach diesen Entwicklungen nahm er im Frühjahr 1997 das Angebot des türkischen Erstligisten Gençlerbirliği Ankara an und wechselte in die Türkei. Bei Gençlerbirliği spielte er trotz Profivertrags eine halbe Spielzeit überwiegend für die Reservemannschaft und absolvierte für die Profis nur zwei Ligaspiele. Zur neuen Saison wurde er an den Zweitligisten Yeni Salihlispor ausgeliehen. Bei diesem Verein spielte er unter dem jungen und progressiven Trainer Ersun Yanal und etablierte sich schnell als Stammspieler. Nach Saisonende übernahm Yanal den Ligarivalen Denizlispor und sorgte dafür, dass der Verein auch Akın von Gençlerbirliği verpflichtete. Nachdem die Verpflichtung scheiterte, wurde er im November bis zum Saisonende ausgeliehen. Mit diesem Verein beendete er die Qualifikationsrunde souverän als Erster und erreichte so zum Frühjahr 1999 die Teilnahme an der Aufstiegsrunde der 2. Lig. In der Aufstiegsrunde lieferte man sich mit Vanspor und Göztepe Izmir ein Kopf-an-Kopf-Rennen um die Zweitligameisterschaft. Die Saison beendete man hinter Vanspor als Vizemeister und stieg so nach dreijähriger Abstinenz wieder in die 1. Lig auf. Akın zählte in dieser Aufstiegssaison zu den Leistungsträgern seiner Mannschaft und wurde deswegen am Saisonende gegen eine Ablösesumme verpflichtet. Zeitgleich verließ Akıns Förderer Yanal die Mannschaft Richtung MKE Ankaragücü. Akın baute seine Stellung innerhalb der Mannschaft aus und avancierte zu einem der Shootingstars der Erstligasaison 1999/2000.
Durch seine Leistungen in der Spielzeit 1999/2000 hatte er besonders den Galatasaray-Star Gheorghe Hagi dermaßen beeindruckt, dass dieser seinen Verein dazu überredete, Akın für eine Ablösesumme von acht Millionen Dollar zu verpflichten. Sein erstes Pflichtspiel für Galatasaray absolvierte er im UEFA-Super-Cup-Finale gegen den spanischen Spitzenklub Real Madrid. Hier wurde er in der 72. Minte für Gheorghe Hagi eingewechselt. Das Spiel gewann seine Mannschaft durch ein Golden Goal von Mário Jardel. Dadurch gewann Akın seine ersten Titel. Im regulären Saisonbetrieb zeigte Akın in den ersten Spieltagen ein vielversprechende Leistung. Im weiteren Saisonverlauf konnte er aber die von ihm erwartete Leistung nicht abrufen und saß öfters auf der Ersatzbank. Galatasaray verpasste in einer chaotischen Saison die sichere Meisterschaft und erreichte als einzigen Lichtblick in der UEFA Champions League das Viertelfinale. In der zweiten Saison bei Galatasaray erlebte Akın eine ähnliche Saison. Seine Mannschaft beendete die Erstligasaison 2001/02 als Meister. Im Sommer wurde der Meistertrainer Mircea Lucescu durch den alten Erfolgstrainer Fatih Terim ersetzt. Dieser ließ die meisten neuen Spieler, die in der zweijährigen Ära Lucescu geholt wurden, auf die Verkaufsliste setzen, u. a. auch Akın.
Im Sommer 2002 wechselte Akın in die englische Premier League zu den Bolton Wanderers. Nachdem er sich bei diesem Verein nicht durchsetzen konnte und in der Saison zu lediglich einem Ligaeinsatz kam, wechselte Akın bereits nach nur einem Jahr zu seinem alten Verein Gençlerbirliği zurück. Bei diesem Verein hatte sein früherer Förderer Ersun Yanal das Traineramt übernommen und stimmte dem Wechsel seines früheren Spielers zu. Auch bei Gençlerbirliği konnte Akın nicht an seine alte Form anknüpfen und fristete hier ein Reservistendasein. Seine Mannschaft hatte sich durch einen 3. Tabellenplatz in der Vorsaison für den UEFA-Pokal der Saison 2003/04 qualifiziert. Mit diesem Verein erlebte Akın eine ebenso erfolgreiche UEFA-Cup-Saison. In der 1. Runde setzte man sich gegen den englischen Klub Blackburn Rovers durch und schaltete in der 2. Runde Sporting Lissabon aus. In der 3. Runde traf man auf den italienischen Spitzenklub AC Parma. Nachdem man das Hinspiel in Parma überraschend mit 1:0 gewann, sorgte man im Rückspiel vor heimischer Kulisse mit einem 3:0 für eine kleine Sensation. Im Achtelfinale traf man auf den späteren UEFA-Cup-Gewinner FC Valencia. Nachdem man das erste Spiel vor heimischer Kulisse mit 1:0 gewonnen hatte, verlor man das Rückspiel mit 0:2. Valencia erzielte in der 94. Minute das 0:2 und kam eine Runde weiter. Gençlerbirliği erreichte in der gleichen Saison das Finale des Türkischen Fußballpokals und sicherte sich so eine erneute Teilnahme am UEFA-Pokal. Die Finalpartie verlor man 0:4 gegen Trabzonspor. Mit Saisonende verließ Akın den Klub und wechselte zum Ligarivalen Malatyaspor. Für diesen Verein spielte er erst zwei Jahre in der Süper Lig und anschließend ein Jahr in der TFF 1. Lig.
Nachdem Akın im Sommer 2007 keinen neuen Verein finden konnte, heuerte er im Frühjahr 2008 beim Zweitligisten MVV Maastricht an. Hier spielte er bis zum Sommer und wechselte anschließend zum niederländischen Klub MVV Maastricht. Obwohl Akın hier nahezu immer zu regelmäßigen Spieleinsätzen kam, wechselte er im Sommer 2009 zum türkischen Drittligisten Pursaklarspor. Nach eineinhalb Jahren verließ er diesen Verein und ging zum Ligarivalen Yeni Malatyaspor.
Im Sommer kehrte er zu Pursaklarspor, welches in der Zwischenzeit sich in Kızılcahamamspor umbenannt hatte. Hier spielte er bis zum Februar 2012, löste anschließend seinen noch laufenden Vertrag nach gegenseitigem Einvernehmen auf und beendete seine aktive Fußballspielerkarriere.

### Nationalmannschaft
Akın lief sechsmal für die Türkische U-21 Nationalmannschaft auf. Mit seinem Team nahm er das erste Mal in der Verbandsgeschichte an einer U-21-Fußball-Europameisterschaft, der U-21-EM 2000, teil. Hier schied man jedoch bereits in der Gruppenphase aus.

## Karriere danach
In der Saison 2013/14 absolvierte Bülent Akın zusammen mit Alexandre Tokpa sämtliche Ausbildungen für die UEFA B-Lizenz, die beide im Jahre 2014 erhielten.
Im Februar 2015 arbeitete er bei seinem ersten Profiklub Gençlerbirliği Ankara als und betreute mit der U21-Mannschaft des Vereins, die Reservemannschaft. Bereits zum Saisonende zog der zum Erstligisten Konyaspor weiter und betreute hier von Sommer 2015 bis zum November 2016 die U-15-Mannschaft des Vereins. Im Sommer 2017 wurde er bei diesem Verein als Sportlicher Direktor eingestellt.  Akin wurde im September desselben Jahres entlassen.

## Als Trainer
Im November 2017 unterschrieb Akin seinen Trainervertrag bei Malatyaspor USA.

## Erfolge
mit Denizlispor
- Meisterschaft der TFF 1. Lig und Aufstieg in die Süper Lig: 1998/99

mit Galatasaray Istanbul
- Türkischer Meister: 2001/02
- UEFA-Super-Cup-Sieger: 2000
- Viertelfinalist der UEFA Champions League: 2000/01

mit Gençlerbirliği Ankara
- Türkischer Pokalfinalist: 2003/04
- Achtelfinalist im UEFA-Pokal: 2003/04

mit der türkischen U-21-Nationalmannschaft
- Teilnahme an der U-21-Fußball-Europameisterschaft: 2000